# 長崎目付
長崎目付（ながさきめつけ）は江戸幕府の役職の1つ。長崎奉行の監視・補佐のために設置された。

## 概略
この役職は、正徳5年（1715年）の海舶互市新例により設けられた。その主な職務は長崎奉行と長崎地下役人の監視と、奉行の補佐であった。長崎奉行が3人制・4人制であったころは奉行同士の相互監視制であったが、馴れ合いを防ぐため、半年の任期の目付を設置して厳しく監視する体制となった。一方で、これは目付と奉行との相互監視制でもあった。
その権限は大きく、長崎奉行にとって目付は目の上のこぶのような存在であった。文化元年（1804年）に目付屋敷で支配勘定として務めた太田蜀山人が弟に送った書簡にも「長崎では奉行所を鯨屋敷と呼び、目付屋敷を鯱矛屋敷と呼ぶ」とあり、これは長崎奉行を鯨に、目付を鯱に例えてその関係を言い表していた。
長崎目付には、基本的には目付代の使番がその役目を負って長崎へ派遣された。身分は、布衣の格式であったが、後に長崎奉行に昇格する者もいた。

## 職務
長崎目付の任期は半年で、その仕事は多岐にわたり、その多くが長崎奉行の業務の監視に関わるものであった。
- 九州における非常時には奉行と連署で幕府へ報告。
- 近国諸大名への触状・書状は奉行と連署。
- 奉行の西泊、戸町番所等への巡見に同行。
- 長崎奉行が近国諸大名と会見する際や、奉行所に唐人・オランダ人を招集した際、それに公事訴訟や処罰などで長崎の地下人を奉行所へ呼び出した際の立ち合い。
- 御用金を長崎で保管した時、奉行と共に公金を相封（あいふう。複数での封印のこと）し、奉行・目付交代時の引き継ぎで相互に保管確認。
- 地下人が書類・帳面等を奉行所へ提出した場合、同様のものを目付にも提出させ内容の確認。
- 唐人の荷改や諸商売方について、奉行所より検使を派遣する場合、目付の家人も同道して見分。
- 目付・奉行が帰府する際、相互に地下への掛金などを調査。

また、奉行や長崎会所の監視監督や財務的な監査も行った。さらに、長崎を含めた九州筋の取り締まりの任を奉行との連帯責任で行い、奉行と連判で西国の諸大名の軍勢を招集する権限も持ち、長崎地下や奉行所等について奉行と目付は相互によく相談することとされた。
長崎目付は長崎奉行の補佐的立場としての役割も期待されており、正式な書状には長崎奉行との連署が義務付けられ、万一、奉行が病気などになった場合、幕府の正式な命令があるまで目付が奉行を代行することになっていた。そして、地下役人の勤務状態の監視、地下人からの様々な情報収集、そして地下人との輸入商品売買の厳禁などが命じられていた。

## 役所
目付の屋敷は海舶互市新例の発布された正徳5年（1715年）に立山にあった長崎奉行所の屋敷地の一部に、奉行所を見下ろすような位置に造られた。この屋敷は目付屋敷、または岩原屋敷、岩原目付屋敷とも呼ばれ、広さは863坪であった。長崎目付が欠員の時は、支配勘定や御普請役などの宿泊所とされた。

## 歴代長崎目付
初代長崎目付は石河三右衛門政郷で、正徳5年（1715年）に大目付の仙石丹波守久尚と共に着任する旨を記載した老中奉書が老中・井上正岑から1月11日付で発給された後に、同月19日に石河は仙石と共に江戸を出立して2月23日に長崎に到着、8月末まで同地に滞在した。それから日下部作十郎博貞まで、4人の長崎目付が派遣されたが、そこで一時中断となる。享保4年（1719年）2月には目付代の使番・筧新太郎正尹が派遣され、この後再び長崎目付が半年ごとに滞在することとなった。しかし、享保6年（1721年）の宮崎七郎右衛門成久の記述において「代り無之」と記された後は、定期的な長崎目付の派遣は無くなった。
その後、巡見上使や勘定所の役人が派遣されることはあっても長崎目付の派遣は無くなり、天保6年（1835年）に目付の戸川播磨守安清が派遣された後、興廃を繰り返して幕末に至った。
- 初代から11代目までの長崎目付[17][18]
  1. 石河三右衛門政郷（1715年2月-8月） - 後、長崎奉行
  2. 大久保一郎右衛門忠義（1715年8月-1716年2月）
  3. 柴田七左衛門康端（1716年2月-8月）
  4. 日下部作十郎博貞（1716年8月-1717年2月） - 後、長崎奉行
  5. 筧新太郎正尹（1719年2月-9月）
  6. 妻木平四郎頼隆（1719年8月-1720年3月）
  7. 平岩七之助親賢（1720年2月-8月）
  8. 石野八大夫範種（1720年8月-1721年2月）
  9. 宮崎七郎右衛門成久（1721年2月-8月）
  10. 三宅大学康敬（1723年11月-1724年2月） - 後、長崎奉行
  11. 大森半七郎時長（1730年9月-1731年5月） - 後、長崎奉行

このほかに、享保2年（1717年）12月13日に目付の渡辺が、長崎目付の立場で「西海唐船打取検使（さいかいとうせんうちとりけんし）」として長崎に着任。不法行為をする「唐船」の対処のために九州北西部沿岸の状況把握を行っている。